# 罗南辉
罗南辉（1908年—1936年10月23日），又名罗曼、罗敏。四川成都人。曾任红三十三军军长。

## 生平
1926年入川军江防军第7混成旅当兵。1927年秘密加入中国共产党。1929年参与旷继勋领导的在蓬溪县的起义，失败后回川军做地下工作。
1930年底，调任中共川东特委军委书记，1931年任中共四川省委的锄奸小组组长，1932年任中共南充中心县委军委书记，11月参与领导南部县升（钟寺）保（城）农民起义，组成一支游击队。后又被派到川军从事地下工作。
1933年春，他率1个连的士兵在前线倒戈，参加红四方面军。10月，出任红三十三军副军长，并参与了川陕苏区反“六路围攻”战役及长征。1935年6月升任红三十三军军长。
1936年1月红三十三军与红五军团在四川丹巴合编为红五军，罗南辉任副军长，在甘肃通渭指挥作战中负伤。1936年10月23日在会宁县中川乡大墩梁遭敌机轰炸身亡。死后被安葬在会宁县大墩梁。
徐向前说：“南辉同志是红军中的一位优秀指挥员，他的牺牲是我军的一大损失。南辉同志为党献身的精神比华家岭还高，南辉同志的英名将与华家岭共存！”